# Hípocles
Hípocles (en grec antic: Ἱπποκλῆς, llatí: Hippŏclēs), fill de Menip, fou un estrateg atenès de la Guerra del Peloponnès.
Va conquerir l'illa de Lèucada amb un estol de 27 galeres atenenques, l'any 412 aC, on va esperar el retorn de Gilip, el navarc espartà que tornava de Siracusa. Va tenir un èxit només parcial perquè dels 16 vaixells peloponesis que havien emprès el retorn, es van poder escapar tots cap a Corint, encara que malmesos, menys un que es va enfonsar, segons diu Tucídides.